# Hate Crew Deathroll
Hate Crew Deathroll je četvrti studijski album finskog melodic death metal sastava Children of Bodom, objavljen 1. siječnja 2003. godine.
To je ujedno i njihov posljednji album snimljen s gitaristom Alexanderom Kuoppalom. Za pjesme "Needled 24/7" i "Sixponuder" su snimljeni spotovi.

## Popis pjesama
| 1.    | »Needled 24/7«                  | 4:08 |
| 2.    | »Sixpounder«                    | 3:24 |
| 3.    | »Chokehold (Cocked 'n' Loaded)« | 4:12 |
| 4.    | »Bodom Beach Terror«            | 4:35 |
| 5.    | »Angels Don't Kill«             | 5:13 |
| 6.    | »Triple Corpse Hammerblow«      | 4:06 |
| 7.    | »You're Better Off Dead!«       | 4:11 |
| 8.    | »Lil' Bloodred Ridin' Hood«     | 3:24 |
| 9.    | »Hate Crew Deathroll«           | 3:38 |
| 59:07 |                                 |      |

## Produkcija
- Alexi Laiho – vokal, gitara
- Alexander Kuoppala – ritam gitara
- Janne Warman – klavijature
- Henkka Blacksmith – bas-gitara
- Jaska Raatikainen – bubnjevi